# Saloninus
Publius Licinius Cornelius Saloninus (242 - zomer 260) was een Romeins keizer in 260.
Saloninus werd geboren omstreeks 242 als zoon van latere keizer Gallienus en diens vrouw Salonina. Saloninus werd in 258 door zijn vader benoemd tot Caesar (evenals zijn net gestorven broer Valerianus II twee jaar eerder) en naar Gallia gestuurd om ervoor te zorgen dat diens regering daar ook erkend werd. Daar woonde hij in Keulen.
In (waarschijnlijk) juli 260 kregen Saloninus en zijn beschermer Silvanus (prefect van de pretoriaanse garde) ruzie met usurpator Postumus, mogelijk over de verdeling van oorlogsbuit. Postumus kwam in opstand en belegerde beiden in Keulen. Saloninus' troepen benoemden hem daar tot Augustus (medekeizer). Postumus nam echter al snel de stad in en liet beiden vermoorden. Gallienus was aan de andere kant van het rijk en kon niets doen. Saloninus is waarschijnlijk niet veel meer dan 1 maand keizer geweest.